# Château de Wels
Le château impérial de Wels est un château fort réaménagé en manoir situé dans le sud-est de la ville autrichienne de Wels ; c'est aujourd'hui un musée municipal.

## Histoire
Cette forteresse est mentionnée dès 776 en tant que Castrum Uueles. Ce n'était alors qu'une motte castrale défendue par de simples palissades : la construction en pierres ne commence qu'au XIIe ou XIIIe siècle. En 1222, elle devint un fief du prince Babenberg Léopold VI, duc d'Autriche. À l'extinction de la lignée des Babenberg, le château fort devint possession des Habsbourg.

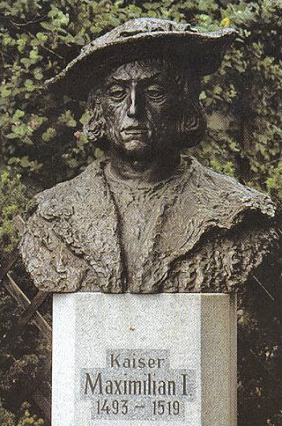
Buste de l'empereur Maximilien Ier dans les jardins du château de Wels.

Sous le règne de l'empereur Maximilien Ier, qui mourut dans ce château le 12 janvier 1519, la forteresse fut réaménagée entre 1508 et 1514 dans le style gothique flamboyant. En 1653, le roi des Romains Ferdinand IV l'offrit au prince Johann Weikhard von Auersperg. Puis en 1865, les barons d'Auersperg vendirent ce château à un fabricant de saindoux, Ludwig Hinterschweiger, qui fit édifier l'aile orientale. Vers 1900, le château fut revendu à la famille Blaimschein avant d'être repris en 1937 par la ville de Wels.
Aujourd’hui la ville de Wels en a fait son centre culturel et y a aménagé un Musée autrichien de la boulangerie, un musée des Réfugiés et y a entreposé ses collections historiques et folkloriques.